# Kohilno
Kohilno (ukr. Когильне) – wieś na Ukrainie na terenie rejonu włodzimierskiego w obwodzie wołyńskim, liczy 335 mieszkańców.
W XIX wieku Kohilno było majątkiem dziedzicznym Tadeusza Czackiego. Posiadało cerkiew oraz 87 domostw z 468 mieszkańcami. 
W XX wieku przeważała tutaj ludność ukraińska, rodzin polskich było tylko 20. Latem 1943 r. z rąk UPA zginęło ponad 70 Polaków. W lipcu tegoż roku banderowcy wymordowali rodzinę kowala Janczewskiego. Jego żonie, będącej w ostatnim miesiącu ciąży, rozpruto brzuch i zabito dziecko. Po odejściu oprawców sąsiad Ukrainiec zawinął ją w słomianą matę i zawiózł do szpitala we Włodzimierzu Wołyńskim. Przeżyła jeszcze 4 lata.
W Kohilnie urodził się Stanisław Tor, żołnierz PSZ na Zachodzie, działacz niepodległościowy w PRL.